# إيوان مارين
إيوان مارين (بالرومانية: Ion Marin)‏ هو موزع روماني، ولد في 8 أغسطس 1960 في بوخارست في رومانيا.

## وصلات خارجية
- إيوان مارين على موقع ميوزك برينز (الإنجليزية)
- إيوان مارين على موقع ديسكوغز (الإنجليزية)